# Lou Romano
Lou Romano (San Diego, California; 15 de abril de 1972) es un animador y actor de voz estadounidense. Es reconocido por sus trabajos de diseño en Monsters, Inc. y Los increíbles, y en proporcionar las voces de Bernie Kropp en Los increíbles, Snot Rod en Cars: Una aventura sobre ruedas y Alfredo Linguini en Ratatouille.
Se interesó por el dibujo y la pintura a una edad temprana. Paralelamente, realizó estudios de artes teatrales y participó en obras durante toda su etapa escolar. Continuó sus estudios de actuación en la Escuela de Artes Creativas y Escénicas de San Diego (SCPA). Después de graduarse en 1990, prosiguió animación en el Instituto de Artes de California. Luego completó talleres en The Groundlings en Los Ángeles. Más tarde pasó a trabajar como director de arte y diseñador de proyectos animados, como Las chicas superpoderosas y El gigante de hierro.
Es en el año 2000 cuando se unió a Pixar como diseñador de producción de Los increíbles, por la que ganó un premio Annie en 2005. Aparte de sus trabajos como diseñador en la película, también prestó su voz para el personaje de Bernie Kropp. Y este no sería su único trabajo como actor de voz en Pixar: también participó en las películas de Cars: Una aventura sobre ruedas, donde prestó su voz para el personaje Snot Rod, y en Ratatouille, en la que prestó su voz para uno de los personajes principales de la película: Alfredo Linguini.
En 2009, Romano dejó Pixar para trabajar en Laika en Portland, Oregón. Su obra de arte ha sido expuesta en el Museo de Arte Moderno y la Galería de The Metropolitan Opera en la ciudad de Nueva York y ha sido publicada en la portada de The New Yorker.  Actualmente, junto con su esposa reside en San Francisco.

## Filmografía[5]
- Wonder Park (2019) - Director de arte
- The Lego Movie 2: The Second Part - Artista de desarrollo visual
- Dumbo - Artista conceptual
- Samurai Jack (2017) - Teclas de diseño
- Kubo y las dos cuerdas (2016) - Artista conceptual
- El Principito (2016) - Diseñador de producción
- The Boxtrolls (2014) - Diseñador de personajes adicional
- Paperman (2012) - Artista de desarrollo visual
- ParaNorman (2012) - Gracias
- Kinect Rush: A Disney-Pixar Adventure (2012) - voz de Alfredo Linguini
- Up (2009) - Director de arte: Iluminación
- Your Friend the Rat (2007) - voz de Alfredo Linguini
- Ratatouille (2007) - voz de Alfredo Linguini
- Wilbur (2007-2008) - Ramoni, Ray (cantando)
- Cars (2006) - voz de Snot Rod
- Jack-Jack Attack (2005) - Director de arte: Iluminación
- The Incredibles (2004) - Diseñador de producción, voz de Bernie Kropp
- Noche de chicos (2003) - Voice
- Hueso de mono (2001) - Cop / Psycharist
- Monsters, Inc. (2001) - Desarrollo visual
- El problema con Lou (2001) - Lou / Ciro Romano
- Rebaño (1999) - Bible Boy # 1
- El gigante de hierro (1999) - Desarrollo visual
- Las Chicas Superpoderosas (1998) - Diseñador de color de fondo, Artista del guion gráfico
- Los gatos no bailan (1997) - Asistente de efectos
- Laboratorio de Dexter (1996) - Artista del guion gráfico
- El Pagemaster (1994) - Asistente de efectos
- ¡Guiso de Whoopass! (1992) - Amoeba Boys